# Viviana Sofronitsky
Viviana Vladimirovna Sofronitsky (en russe : Вивиана Владимировна Софроницкая) est une pianiste russe et canadienne, née à Moscou (Union soviétique).

## Biographie
Viviana Sofronitsky née à Moscou et fille du célèbre pianiste Vladimir Sofronitsky, commence sa formation musicale à l'école de musique centrale de Moscou et obtient son titre de docteur au Conservatoire. Dans l'Union soviétique elle collabore avec les ensembles “Madrigal” et “l'académie de musique de chambre”, tous deux sous la direction d'Alekseï Lioubimov, et elle se produit en même temps comme pianiste solo donnant des concerts à Moscou, à Léningrad, à Kiev et à Minsk entre autres. 
En 1989 elle émigre aux États-Unis pour travailler au Conservatoire de musique d'Oberlin. L'année d'après elle déménage au Canada, où elle poursuit sa carrière avec de nombreux concerts et enregistrements et où elle collabore avec différents membres de l'orchestre baroque Tafelmusik. Elle est également cofondatrice de la série des concerts d'académie (Academy Concerts) à Toronto et en a été la première directrice artistique. En 1994 Viviana Sofronitsky acquiert la citoyenneté canadienne. 
Dans le but de poursuivre ses études musicales, elle s'installe aux Pays-Bas et étudie la pratique d'exécution historique pour clavecin et piano-forte ainsi que l'enseignement de la musique ancienne au Conservatoire royal de La Haye et obtient ses diplômes en 1999.
Depuis 2001 elle vit en République tchèque. Elle est mariée avec le facteur de pianoforte Paul McNulty. Elle joue presque exclusivement des instruments précieux créés par McNulty, et son vaste répertoire pour concerts et enregistrements s'étend de C.P.E. Bach à Liszt. 
En 2010, Sofronitsky a été la première au monde à enregistrer toutes les œuvres de Mozart pour instruments à clavier avec orchestre sur des instruments originaux (label PMC/ETCetera). En 2017, elle a été la première à se produire sur la première copie mondiale du piano de Varsovie de Chopin - Buchholtz. 
Viviana Sofonitsky est régulièrement présente dans de nombreux festivals internationaux, comme les «Utrecht Oude Muziek Festival» et le «Muziek Netwerk» aux Pays-Bas, le «Klang & Raum Music Festival», les «Berliner Tage für Alte Music» ainsi que les "Tage Alter Musik im Osnabrücker Land“ en Allemagne, le «Festival van Vlaanderen», le «Brugge Early Music festival» et les «Midis-Minimes», en Belgique, le "Bratislava Hammerklavier Festival“ en Slovaquie, le «Chopin Festival» en Pologne, le «Oslo Chamber Music Festival» en Norvège, le «Vendsyssel Festival» au Danemark ainsi que les «Piano Folia Festival» et le "Printemps des Arts“ en France.

## Enregistrements
- W.A. Mozart: Intégrale des Concertos pour clavecin et pianoforte (coffret de 11 CD), Viviana Sofronitsky et l'Orchestre de chambre de Varsovie, sur instruments anciens et copies. Pro Musica Camerata, Pologne. Anton Walter (Paul McNulty)
- Felix Mendelssohn:  L’œuvre complète pour violoncelle et piano, Viviana Sofronitsky (pianoforte) et Sergei Istomin (violoncelle), Passacaille Musica Vera, Belgique.
- Franciszek Lessel: Œuvres pour pianoforte et orchestre, Viviana Sofronitzki avec Musicae Antiquae Collegium Varsoviense, Pro Musica Camerata, Pologne.
- Beethoven, Hummel, Neuling: Œuvres pour pianoforte et mandoline, Viviana Sofronitzki & Richard Walz, GLOBE.
- Ludwig van Beethoven: Trios pour clarinette, violoncelle et pianoforte, op. 11 et op. 38, Viviana Sofronitsky et “Die Gassenhauer”, pianoforte : Viviana Sofronitsky, clarinette : Susanne Ehrhard, violoncelle : Pavel Serbin, Suoni e colori, France.
- Frédéric Chopin: L’œuvre complète pour violoncelle et piano, Viviana Sofronitsky et Sergei Istomin, Passacaille Musica Vera, Belgique. Conrad Graf, Pleyel (Paul McNulty)